# А група 1949/50
Първенството за сезон 1949/50 започва нормално, но след изиграването на три кръга от есенния дял, то е прекратено. На 27 август 1949 г. Централният комитет на Българската комунистическа партия (ЦК на БКП) взема решение за реорганизация на физкултурното движение в България по съветски модел. На 27 септември 1949 г. Върховният комитет за физкултура и спорт (ВКФС) предприема конкретни действия за нейното прилагане. По подобие на структурата в Съюза на съветските социалистически републики (СССР) и в Народна република България (НРБ) се образуват доброволни спортни организации на ведомствен принцип към съответните отраслови профсъюзи:

ДСО Академик – на преподавателите и студентите във висшите и полувисшите учебни заведения, както и на работещите в областта на науката.

ДСО Динамо – на служителите и работниците в системата на пощите, съобщенията, леката и хранително-вкусова промишленост.

ДСО Енергия (преименувана през октомври същата година на ДСО Торпедо) – на служителите и работниците в системата на транспорта, тежката промишленост, електрификацията и минното дело.

ДСО Спартак – на служещите в системата на Министерството на вътрешните работи (МВР).

ДСО Строител – на работещите в областта на строителството, здравеопазването, земеделието, горската и дърводобивна промишленост, както на военнослужещите в Трудовата повинност.

ДСО Червено знаме – на работещите в областта на местната администрация, търговията, културно-просветните учреждения, банковото и застрахователно дело.

Продължават да съществуват и спортни клубове на военнослужещите в Българската народна армия (БНА).

Взето е решение новият шампионат да се провежда, както в СССР, по системата „пролет-есен“ и да започне през месец март следващата година. В състава на Републиканската група (10 отбора) се включват представители на градовете, според досегашното им представяне в групата: София – 5, Пловдив – 2 и Варна, Дупница и Плевен – с по един отбор. Отборите, които ще запълнят квотите се определят след квалификационни турнири. Получава се така, че някои от участниците в първенството на Републиканската футболна група през миналия сезон губят местата си след тези турнири.
| Отбор | Отбор                 | М | П | Р | З | Г.Р.  | Г.Р. | Т |
| ----- | --------------------- | - | - | - | - | ----- | ---- | - |
| 1     | Динамо (София)        | 7 | 3 | 3 | 1 | 12:5  | +7   | 9 |
| 2     | Торпедо (София)       | 7 | 3 | 3 | 1 | 10:6  | +4   | 9 |
| 3     | Червено знаме (София) | 7 | 3 | 2 | 2 | 11:9  | +2   | 8 |
| 4     | Строител (София)      | 7 | 3 | 2 | 2 | 11:12 | -1   | 8 |
| 5     | Академик (София)      | 7 | 2 | 4 | 1 | 10:12 | -2   | 8 |
| 6     | ЦДНВ (София)          | 7 | 3 | 1 | 3 | 15:11 | +4   | 7 |
| 7     | Спартак (София)       | 7 | 1 | 3 | 3 | 5:11  | -6   | 5 |
| 8     | ВВС (София)           | 7 | 1 | 0 | 6 | 7:15  | -8   | 2 |

Първите пет отбора получават правото да играят в общата РФГ, заедно с Торпедо (Пловдив), Ботев при ДНВ (Пловдив), Червено знаме (Дупница) и Торпедо (Плевен). Преди началото на първенството е взето решение за реформа на физкултурната дейност в армията и на мястото на Ботев при ДНВ (Пловдив) в групата е включен обединен отбор на армията Отбор на народната войска (София), който обединява и другите армейски клубове във втора дивизия ЦДНВ (София), Ботев ДНВ (Варна) и ВВС (София). Сезон 1949/50 е 26-ото издание на най-горната дивизия в българския шампионат по футбол.